# 影子圖書館
影子圖書館（英語：Shadow libraries）是將學術文獻和小說開放提供予大眾的一类線上數據庫。此類數據庫大多都以侵犯版權的方式向人們提供文獻內容。影子圖書館以去中心化及匿名見稱。它們的收藏大多源自用戶和同類計劃。較為大型的影子圖書館有创世纪图书馆、Z-Library、Sci-Hub、Gigapedia（在2010年關站，改名 Library.nu 後，仍于2012年关站）。像创世纪图书馆般的影子圖書館以沒法負擔文獻費用的發展中國家人民為其目標受眾:28。

## 定義
於2011年發表的《新兴经济体中的媒体盗版问题》（Media Piracy in Emerging Economies）創造了「影子圖書館」一語:3。2015年，阿姆斯特丹大學的研究者巴拉斯·伯多（Balázs Bodó）用其代指將大量受版權保護的文獻收藏，並把它們開放予人獲取的網站。影子圖書館通常由希望保持匿名的個人或小團體負責營運。馆藏的來源主要有三——搜刮網絡、與其他圖書館合作、個人上傳。該些馆藏可在圖書館上下載。用戶之後亦可能把自己下載的馆藏分享出去。

## 動機
由於發展中國家的人民在獲得科學知識上有一定困難，所以便出現了建立影子图书馆的需求。1995年至2015年期间，正在接受高等教育的人口從2.83亿人升至7.25亿人，共增加了2.5倍:7。當中升幅又以非洲、南美、印度、中歐、東歐等地為高。此一趨勢促使科學出版物商品化。愛思唯爾、阿克塞爾·斯普林格集團、約翰威立等大型出版商壟斷了有關市場。研究者很少因投稿文章而從出版商那邊收取報酬，他們有的還要無償為該些文章進行同行評審。這種情況使得學者們欠缺阻止影子图书馆的動機。
隨着付費牆愈來愈高，以及掃描器和電子設備日趨普及，大規模的線上影子圖書館亦開始應運而生。在2010年代早期，愛思唯爾和斯普林格平均一篇文章要價30美元，訂閱一年份的期刊則要價3,000至20,000美元。這些收入幾乎全部落在出版商手裡。

## 使用狀況
像創世紀圖書館般的影子圖書館以發展中國家人民為其目標受眾，其用戶大多來自俄羅斯、印度、美國、伊朗、埃及、德國等地:67。一篇於2019年發表的研究分析了2,800萬宗Sci-Hub下載記錄，結果顯示中度收入國家平均下載每篇出版物的次數高於高收入國家，上中收入國家佔了醫學文獻下載量的一半。在考慮人口比例的情況下，生活於欧洲相对窮国的人較多會使用影子圖書館——該些用戶來自立陶宛、爱沙尼亚、希腊、拉脱维亚、斯洛文尼亚、克罗地亚、北马其顿、匈牙利、保加利亚等地。同时许多人指出，他们从影子图书馆下载文章並不是因為沒有其他合法手段獲得它們，而是因為影子图书馆的界面較美觀、操作簡便。研究已證實，每天使用Sci-Hub会导致館際互借的頻率減少。来自中东的用户偏向在影子圖書館上下載自然科学、数学、電腦科學類的資料。中欧和东欧人則偏向社会科学類。影子图书馆的大多数作品都是在未经其持有人同意的情況下上傳上去的，因此它們仍屬於盜版。在美國和歐洲，「貼出有關盜版的連結是否違法」仍存有爭議。

## 引
1. ↑  Wuyts 2017.
2. 1 2 3 4 5 6  Karaganis, Joe (编). . The MIT Press. 2018  [2021-05-16]. ISBN 978-0-262-34569-9. doi:10.7551/mitpress/11339.001.0001. （原始内容存档于2021-07-02） （英语）.
3. ↑   (PDF). Office of the United States Trade Representative: 16–17. 2017-08-16  [2020-10-16]. （原始内容存档 (PDF)于2020-03-04）.
4. 1 2 3  Duić 2019.
5. ↑  Kristin Whitehair. . Public Libraries.   [2021-04-01]. （原始内容存档于2021-04-23）.
6. ↑  . iRights Info.   [2021-03-24]. （原始内容存档于2021-07-02）.
7. ↑  Cornelia Sollfrank. . Ocopy.   [2021-04-01]. （原始内容存档于2021-08-27）.
8. 1 2  . Эко-Вектор. 2019-04-01  [2021-03-30]. （原始内容存档于2021-05-16）.
9. ↑  Correa, J. C.; Laverde-Rojas, H.; Marmolejo-Ramos, F.; Tejada, J.; Bahník, Š. . 2020-06-29. arXiv:2006.14979  [cs.DL].
10. ↑  .   [2021-02-15]. （原始内容存档于2021-07-02） （美国英语）.
11. ↑  . Научно-просветительский журнал Скепсис.   [2020-01-25]. （原始内容存档于2021-08-18）.
12. ↑  Michael Eisen. . The New York Times. 2012-01-10  [2020-01-25]. （原始内容存档于2021-05-16）.
13. ↑  Thomas Lin. . New York Times. 2012-01-16  [2020-01-25]. （原始内容存档于2021-08-27）.
14. ↑  Siew 2017.
15. ↑  Smith 2006.
16. ↑  Kare Murphy. . Хабр.   [2020-01-27]. （原始内容存档于2021-08-18）.
17. ↑  Till, B.; Rudolfson, N.; Saluja, S.; Gnanaraj, J.; Samad, L. . The Lancet global health. 2019, 7 (1). doi:10.1016/S2214-109X(18)30388-7.
18. 1 2  Bodó, Antal & Puha 2020.
19. ↑  Salager-Meyer 2012.
20. ↑  Stephen Buranyi. . The Guardian. 2017-06-27  [2020-01-27]. （原始内容存档于2020-09-27）.
21. ↑  Gardner, McLaughlin & Asher 2017.
22. 1 2  . Eurozine. 2015-08-28  [2021-03-28]. （原始内容存档于2021-05-16）.
23. ↑  Lindsay McKenzie. . Inside Highered. 2019-08-16  [2021-03-25]. （原始内容存档于2021-08-11）.